# Touxil
Touxil (llamada oficialmente Tonxil)  es una aldeaactualmente despoblada, situada en la parroquia de Placín, del municipio español de Manzaneda, en la provincia de Orense, Galicia.

## Demografía
| Gráfica de evolución demográfica de Touxil entre 2000 y 2019 |
|                                                              |
| Datos según el nomenclátor publicado por el INE.             |